# Stemma di Saint-Barthélemy

Lo stemma ufficiale di Saint-Barthélemy

Lo stemma di Saint-Barthélemy è costituito da uno scudo blu attraversato orizzontalmente da una banda rossa al centro sulla quale è posta una croce di Malta bianca. Nella parte superiore dello scudo sono raffigurati tre gigli dorati di uguali dimensioni e posti alla medesima distanza l'uno dall'altro, rappresentanti la sovranità francese, mentre nella parte inferiore altrettante corone reali dorate, in ricordo dell'epoca in cui l'isola era possedimento della corona svedese. Lo scudo è sormontato da una corona muraria.
Due pellicani bianchi con il becco e le zampe gialle sorreggono lo scudo ai due lati, mentre sotto lo scudo è presente un nastro argentato con il retro rosso e con la scritta OUANALAO, nome con cui gli Arawak avevano battezzato l'isola di Saint-Barthélemy.

## Galleria d'immagini

La bandiera basata sullo stemma